# Inu-Neko
Inu-Neko (イヌネコ。?) Es un manga one-shot de comedia romántica escrita e ilustrada por Kyo Hatsuki. Se adaptó a una película en imagen real que se estrenó el 29 de agosto de 2009.

## Personajes
- Tomomi Miyauchi como  Yuki.
- Charlotte Yabuki como Makino.
- Masato Uchiyama como Toraichi.